# Jülich-Zülpicher Börde
Die Jülich-Zülpicher Börde (auch (Nieder)Rheinische Lössbörden) ist eine Landschaft im Rheinland in Nordrhein-Westfalen am Nordrand der Eifel. Sie bildet den westlichen, linksrheinischen Teil der Niederrheinischen Bucht ohne die eigentliche Kölner Bucht, von der sie sich durch den Höhenzug der Ville abgrenzt. Sie teilt sich in die Jülicher Börde um Jülich im Norden und die Zülpicher Börde um Zülpich im Süden, die durch das Waldgebiet der Bürge voneinander getrennt werden und beide naturräumliche Haupteinheiten der Niederrheinischen Bucht darstellen.
Die Jülich-Zülpicher Börde umfasst Gebiete der Kreise Euskirchen, Düren, Rhein-Erft-Kreis und Teile des Rhein-Sieg-Kreises, des Kreises Heinsberg und der Städteregion Aachen. Die beiden Börden werden auch als Rheinische Bördenzone bezeichnet.
Der Norden der Jülicher Börde um Erkelenz wird lokal auch Erkelenzer Börde genannt.

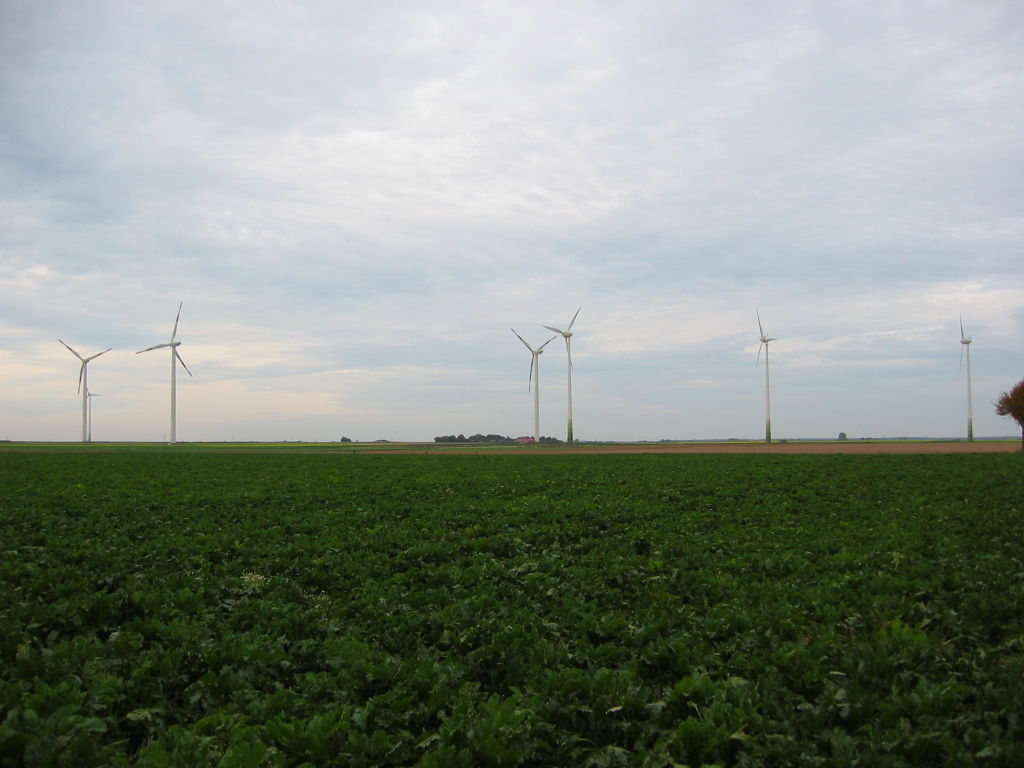
Rübenfeld und Windkraftanlagen bei Linnich

## Naturräumliche Gliederung
Naturräumlich stellen die Jülicher und die Zülpicher Börde Haupteinheiten (dreistellig) dar und gliedern sich in folgende Untereinheiten (Nachkommastellen):
- (zu 55 Niederrheinische Bucht)

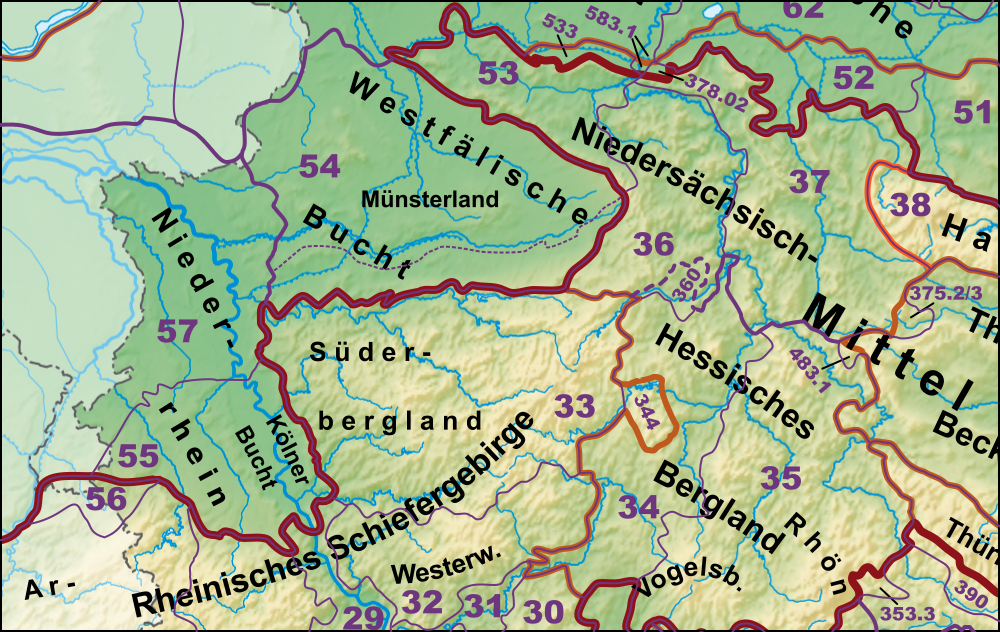
Die Niederrheinische Bucht (55) mit der Kölner Bucht im (östlichen) Zentrum und den Börden im Westen

  - 553 Zülpicher Börde (882,9 km²)
    - 553.0 Rheinbacher Lössplatte
      - 553.00 Escher Lössplatte
      - 553.01 Swistbucht

    - 553.1 Zülpicher Eifelvorland
    - 553.2 Oberes Mittelerfttal
    - 553.3 Erper Lössplatte
    - 553.4 Dürener Rurniederung
    - 553.5 Echtzer Lössplatte
    - 553.6 Stockheimer Wald

  - 554 Jülicher Börde (1081,8 km²)
    - 554.0 Die Bürge
    - 554.1 Erfttal (Unteres Mittelerfttal und Erftmündungstal[8])
      - 554.10 Bergheimer Erfttal (Unteres Mittelerfttal)
      - 554.11 Erftbruch (Unteres Erfttal)
      - 554.12 Erftmündungstal

    - 554.2 Östliche Jülicher Börde
      - 554.20 Rödinger Lössplatte
      - 554.21 Jackerather Lössschwelle
      - 554.22 Bedburdycker Lössplatte
      - 554.23 Erkelenzer Lössplatte
      - 554.24 Baaler Riedelland

    - 554.3 Rur-Inde-Tal[8] (Mittleres Rurtal)
      - 554.30 Jülich-Linnicher Rurniederung (Unteres Mittelrurtal)
      - 554.31 Unteres Indetal

    - 554.4 Westliche Jülicher Börde
      - 554.40 Aldenhovener Lössplatte (Aldenhofener Platte[8])
      - 554.41 Herzogenrather Lössgebiet

## Geologie

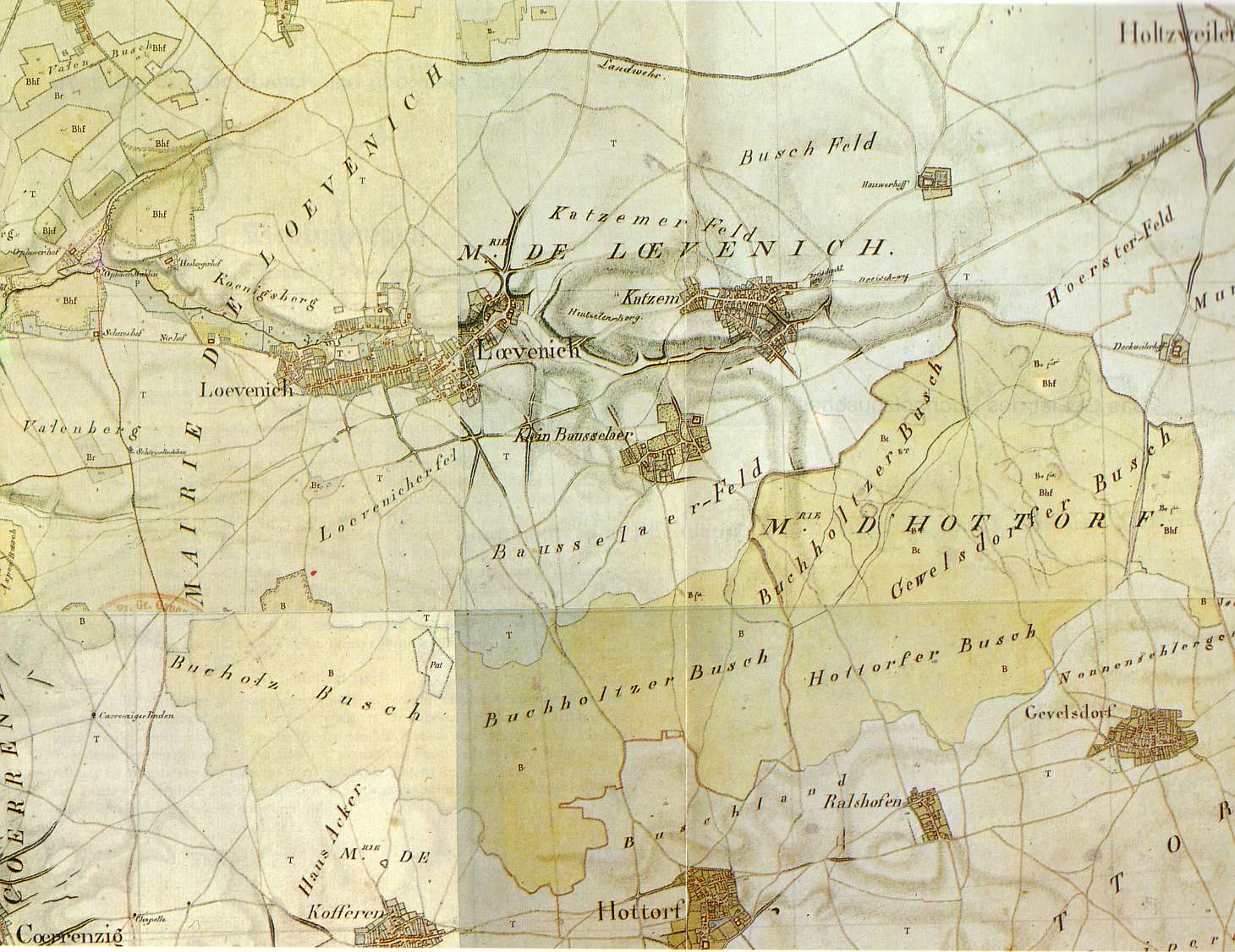
Das 7,5 Kilometer lange Waldstück Buchholzbusch bei Lövenich wurde um 1850 gerodet

Die Niederrheinische Bucht ist als Ganzes bei der Hebung der Mittelgebirge zurückgeblieben und in einzelne gekippte Schollen zerfallen, deren Bruchlinien parallel südost-nordwest verlaufend mit den oft an ihnen entlanglaufenden Gewässern, die Landschaft gliedern.
Eine Börden-Landschaft ist durch fruchtbare Böden – häufig auf Löss – gekennzeichnet. Besonders in der Zülpicher Börde wurde Löss als äolisches Sediment während der letzten Kaltzeit (Weichsel-Eiszeit) am Nordrand der Eifel beziehungsweise zwischen Eifel und Ville flächenhaft abgelagert (Lössebene). Dieser Löss ist zusammengesetzt aus den Bestandteilen Ton, Quarz und vor allem Kalk. In der nachfolgenden Warmzeit entstanden tiefgründige fruchtbare Braunerden und Para-Braunerden, die in Verbindung mit günstigen klimatischen Bedingungen heute sehr ertragreiche agrarische Nutzungen erlauben.

## Klima
Bei den vorherrschenden Westwinden liegt die Börde im Lee der Eifel und ist deshalb trockener und wärmer als zu erwarten. Die Niederschläge betragen nur etwa 550–600 mm pro Jahr. Bei einer Höhenlagen von circa 120–160 m ü. NN wird eine Jahresdurchschnittstemperatur von 9–11 °C gemessen. Die mittlere Temperatur während der 170–190 Tage andauernden Vegetationszeit liegt bei 15–17 °C.

## Vegetation
Trotz der intensiven landwirtschaftlichen Nutzung schon seit der Römerzeit hatte die Lössebene der Börden in der Vergangenheit nicht den Charakter einer flachen, weiträumigen und monotonen Ackerlandschaft, der sie heute kennzeichnet. Durch das milde, noch von der Nordsee beeinflusste Seeklima, mit einer durchschnittlichen Niederschlagsmenge von 750 Millimetern, entstand in dieser Gegend ein dichter Eichen-Hainbuchen-Wald. Zu Beginn unserer heutigen Zeitrechnung war die Börde von einem dichten Wald bedeckt, bis der Mensch durch Rodungen über zwei Jahrtausende hinweg das Landschaftsbild schuf, welches wir heute kennen. Im 19. Jahrhundert war das Gebiet noch von Gehölzen und kleineren Wäldern durchsetzt, von denen heute noch viele Flurnamen Zeugnis geben.
Heute bestimmen meist monotone Agrarflächen das Landschaftsbild. Nur selten haben sich Reste der alten Gehölze oder kleine Waldstücke in Senken und geologischen Verwerfungen (Bruch genannt) erhalten. Im Raum Erkelenz ist beispielsweise nur der Wahnenbusch als kleines Waldstück übrig geblieben. Einige dieser Waldinseln und Bruchlandschaften wurden mit den Kerpener Naturschutzgebieten unter Schutz gestellt.

## Gewässer
Da der bis zu 15 m mächtige Lössboden ein sehr guter Wasserspeicher ist, gibt es in der Börde nur wenige Fließgewässer. Die ständig wasserführenden Flüsse und Bäche entspringen nahezu alle am Rand der Eifel und durchqueren die Börde auf ihrem Weg zum Rhein oder zur Maas. Wegen der Schrägstellung der Bruchschollen werden die Fließgewässer gegen Osten abgedrängt und unterschneiden die östlichen Hänge, die daher steil ausgebildet sind, während die Westhänge asymmetrisch flach ausgeprägt sind.
Die bedeutendsten Fließgewässer sind:
- Erft
- Rur
- Niers
- Inde
- Wurm
- Ellebach
- Merzbach
- Neffelbach
- Rotbach
- Bleibach
- Swist

Andere Bäche, wie zum Beispiel der Malefinkbach, sowie die sogenannten Fließe, führen meist nur als Folge von stärkeren Regenfällen, wenn der Lössboden gesättigt ist, Wasser. Da jedoch einige kommunale Kläranlagen ihre gereinigten Abwässer in diese Gewässer einleiten, sind manche davon mittlerweile immer wasserführend. So zum Beispiel das Settericher Fließ, in das die Abwässer der Stadt Baesweiler geleitet werden.
Seen bildeten sich als Folge des Braunkohlenabbaus in den Tagebaurestlöchern. Besonders die Villeseen im Naturpark Rheinland sind zu erwähnen.

## Heutige Nutzung

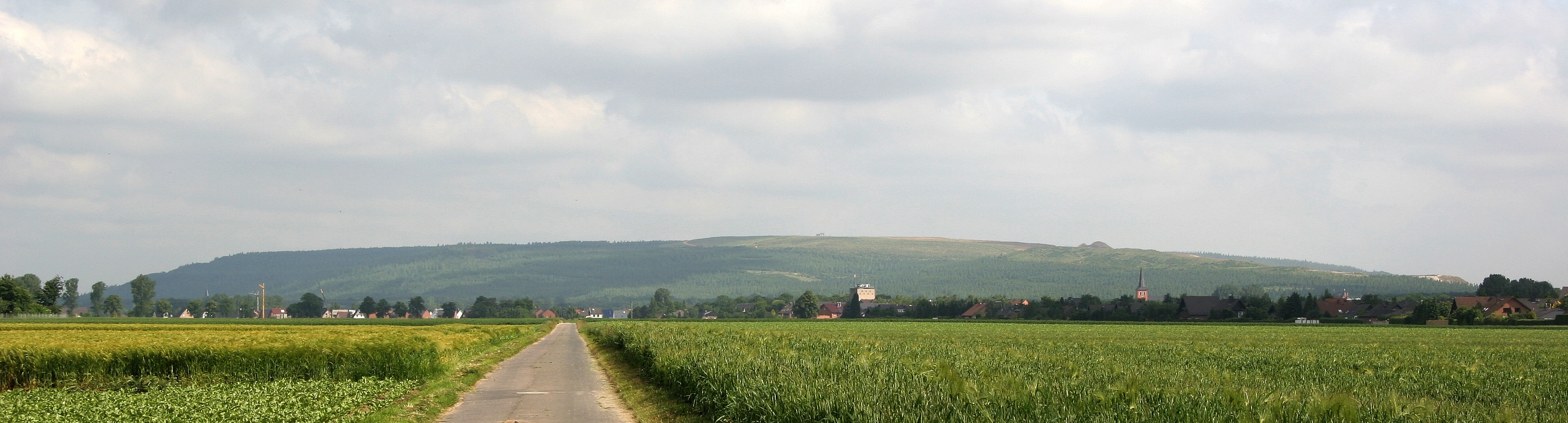
Sophienhöhe

Neben dem Getreideanbau hat der Anbau von Zuckerrüben und, bei weniger Lössbedeckung, von Kartoffeln in der Börde eine große Bedeutung. Die lokale Weiterverarbeitung durch zahlreiche Zuckerfabriken verlor aufgrund von Konzentrations- und Marktbereinigungsprozessen an Bedeutung.

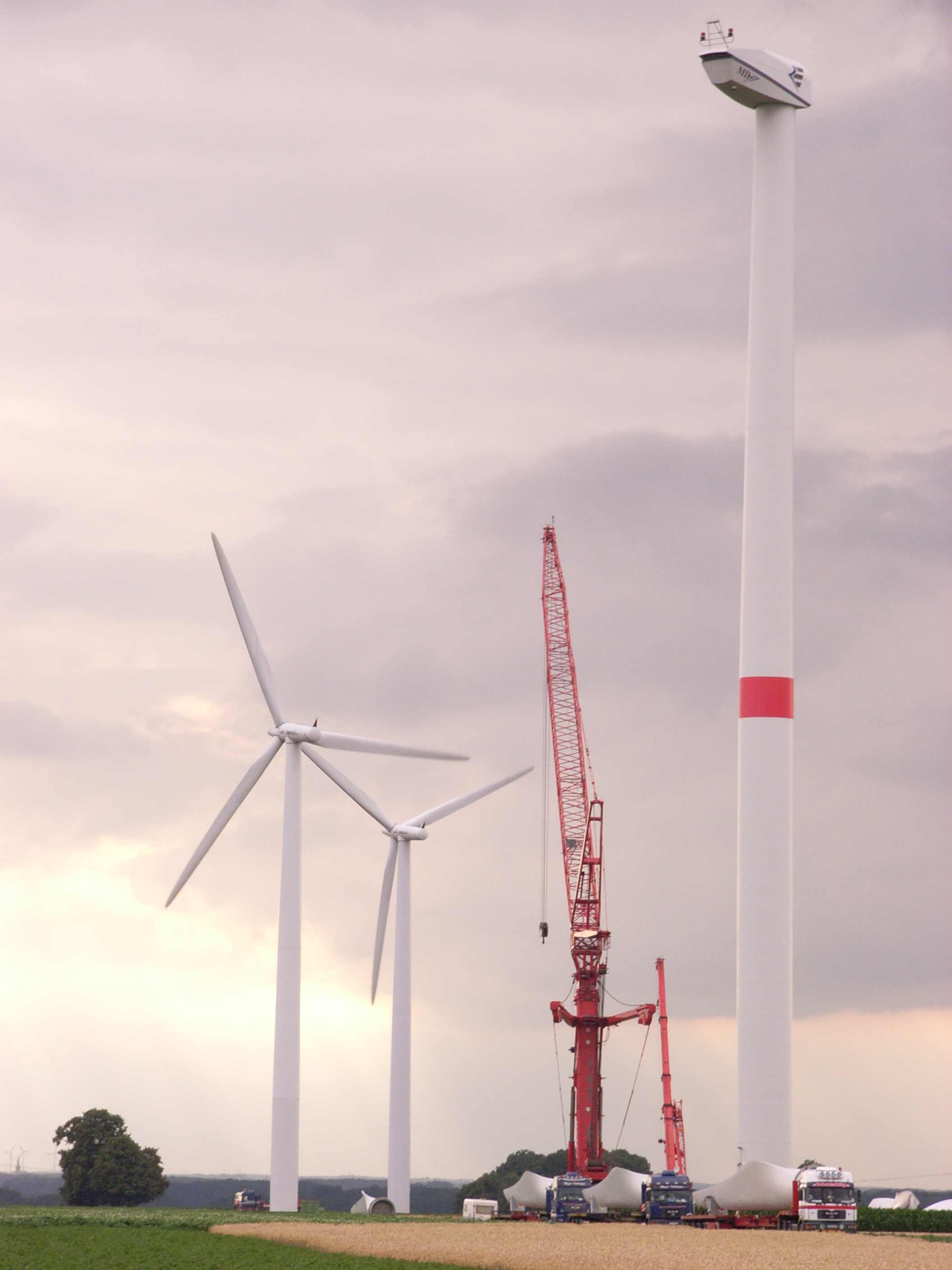
Errichtung von Windkraftanlagen

Neben der agrarischen Nutzung hat der Braunkohletagebau im 20. Jahrhundert hier zum Teil erhebliche landschaftliche Veränderungen bewirkt. So fällt dem Tagebau Hambach derzeit das letzte große Waldgebiet der Börde, der Bürgewald (Hambacher Forst), zum Opfer. Weithin sichtbar ist die Abraumhalde des Tagebaus Sophienhöhe. Unterhalb von Nörvenich lagern im Isweiler Feld (Erp/Irresheim) 1,396 Milliarden m³ Braunkohle, die nicht erschlossen werden.
Seit den 1990er Jahren entstanden mehrere Windparks zum Zweck einer umweltfreundlicheren, ressourcenschonenden Stromgewinnung.
Die Nähe zu den Ballungsräumen Köln/Bonn, Aachen, Neuss/Düsseldorf und Mönchengladbach führt zu einer zunehmenden Zersiedlung der Bördelandschaft. Dazu kommt, dass die wegen des Tagebaus abgerissenen Ortschaften an anderer Stelle in der Börde neu errichtet wurden. Insbesondere die Siedlungsgebiete um Bergheim, Kerpen, Erftstadt und Jülich sind in den letzten Jahrzehnten stark gewachsen. Ein Teil der Naturlandschaft zwischen diesen Städten wurde im Naturpark Rheinland zusammengefasst und als Erholungsraum für die nahen Ballungsgebiete touristisch erschlossen.

## Geschichte

### Steinzeit
Gegen 5300 v. Chr. ließen sich die ersten jungsteinzeitlichen Bauern in der Jülich-Zülpicher Börde nieder (sog. Bandkeramische Kultur). Sie begannen den Wald zu roden, um Platz für ihre Siedlungen und Äcker zu schaffen, auf denen sie die Spelzweizensorten Emmer, Dinkel und Einkorn anbauten. Die bei Ausgrabungen gefundenen und untersuchten jungsteinzeitlichen Abfallgruben, enthielten neben den Überresten von Getreide, Erbsen und Linsen auch solche der Ölfrüchte Lein und Mohn. Zur Nahrungsergänzung sammelten die Siedler Wildfrüchte, die ihnen die Natur bot. Des Weiteren hielten sie sich Rinder, Schafe und Schweine.
Im Juli 2011 teilte der Landschaftsverband Rheinland mit, dass der im Jahre 2006 im Vorfeld des Braunkohletagebaus Hambach bei Merzenich-Bürgewald lokalisierte Brunnen aus der Zeit der Bandkeramiker 2011 bis in 15 Meter Tiefe ergraben wurde. Die ab 13 Metern Tiefe durch das Grundwasser erhaltenen Eichenbohlen des 7.100 Jahre alten Brunnens wurden zusammen mit dem unteren Boden des Brunnens in einer Blockbergung gehoben, sodass eine intensive Untersuchung des Inhalts erfolgen kann, ohne von den Baggern des Tagebaus angetrieben zu werden.
Wurde schon seit der Bandkeramikzeit Feuerstein bergmännisch in offenen Gruben gewonnen, so setzte ab etwa 4400 v. Chr. eine umfangreiche Rohmaterialgewinnung im Tiefbau und Tagebau ein. Viele der gefundenen Werkzeuge aus dieser Zeit stammen beispielsweise aus dem Bergwerk (Tagebau) auf dem Lousberg am nördlichen Aachener Stadtrand. Zu der damaligen Zeit wurde ein reger Handel mit Lousberg-Feuerstein betrieben.

### Kelten
2000 Jahre später waren in diesem Gebiet die Kelten ansässig. Bedrängt von ihren östlichen Nachbarn, den Germanen, mussten diese immer weiter nach Westen zurückweichen. Dabei bildete der Rhein lange Zeit die Ostgrenze und gleichzeitig einen Schutz vor den germanischen Stämmen.
Als „Germanen“ bezeichneten die Kelten die nichtkeltischen Nachbarn, die sich durch ihre Sprache, ihre Religion sowie ihre Sitten und Gebräuche von ihnen unterschieden. Die Kelten, besonders die hier ansässigen Eburonen, waren kulturell und technisch hochentwickelt. Man kannte schon die Töpferscheibe und den vierrädrigen Wagen. Sie prägten Münzen und führten im Kampf das Langschwert.

### Römer

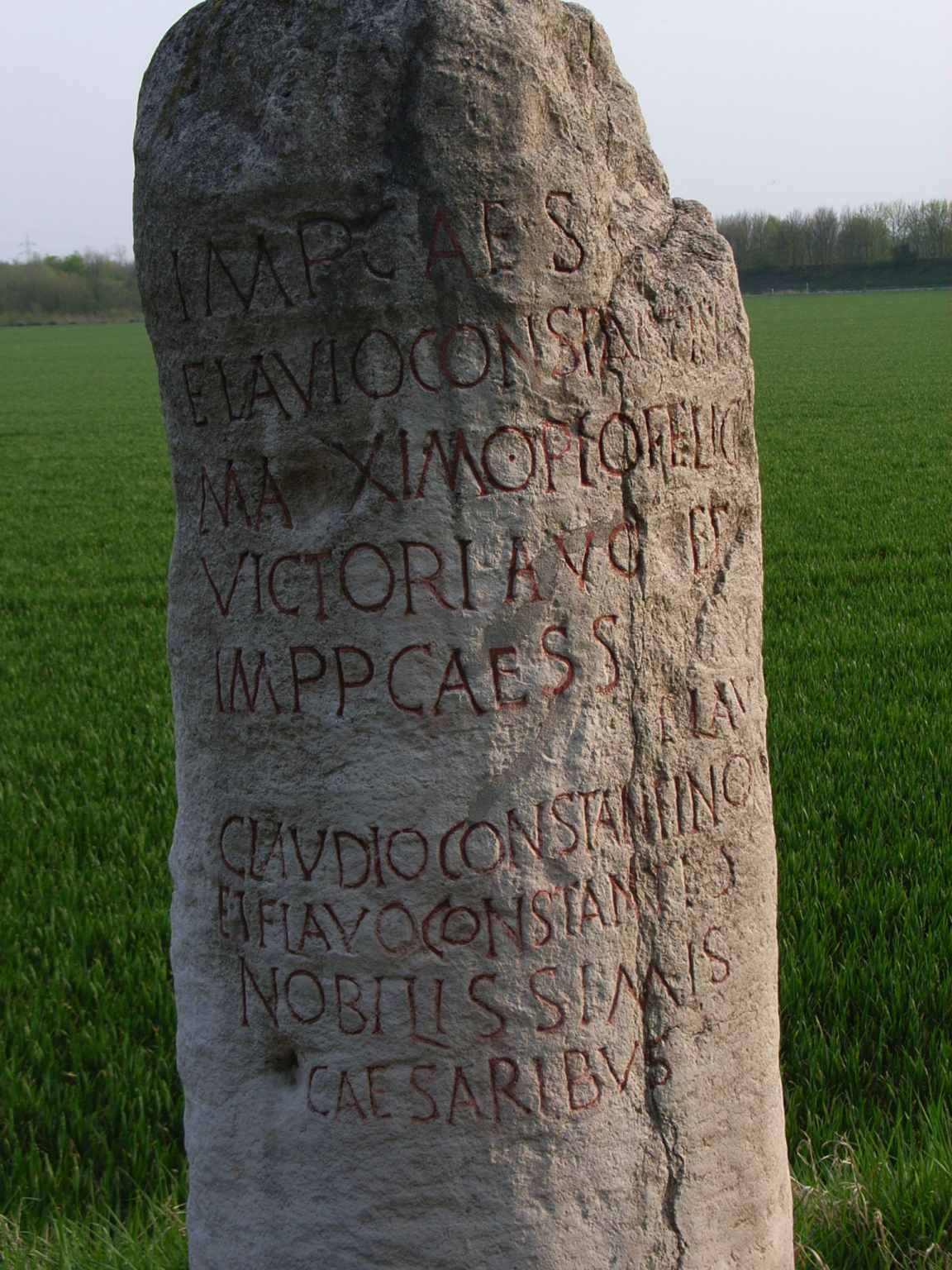
Römischer Meilenstein (Replikat), gefunden bei Zülpich-Hoven

Im Jahr 54 v. Chr. hatten die Römer eine gewaltige Streitmacht aufgeboten, um die Eburonen zu vernichten. Doch das sollte ihnen nicht so einfach gelingen. Sie fühlten sich nicht wohl in dem urwaldähnlichen Dickicht dieser Gegend und wurden zurückgeschlagen.
Vom Gebiet der Maas her, zur damaligen Zeit ein waldloses Gebiet, führte Julius Caesar im Jahre 51 v. Chr. erneut seine Legionen gegen die Eburonen und besiegte diese in einer erbitterten Schlacht.
Unter dem Schutz der römischen Militärherrschaft blühte der Handel. Die beiden von Köln ausgehenden römischen Hauptstraßen nach Boulogne über Jülich, die Via Belgica und nach Trier über Zülpich, die Agrippastraße Köln-Trier, durchqueren die Börde. Teile ihrer Trassenführungen sind noch heute in Gebrauch. Römische Niederlassungen und Stationen wurden gegründet, zahlreiche Bauernhöfe (Villa rustica) wurden auf dem fruchtbaren Land errichtet. Zur weiteren Erschließung des Gebiets wurden zahlreiche Nebenstraßen gebaut.
Bis zum 2. Jahrhundert n. Chr. stieg die Anzahl römischer Siedlungen in diesem Gebiet auf mindestens 300 an. Von der damaligen Dichte der Besiedlung zeugen die zahlreichen archäologischen Funde.
Am Ende der Antike begann die Christianisierung der Region. Für den Jülicher Raum wird die Christianisierung auf den etwa im 4. Jahrhundert lebenden Einsiedler Irmund von Mündt zurückgeführt.

### Franken
Nach dem Jahr 464 wurde das Gebiet des linken Niederrheins von den Franken beherrscht. Zwischen den Mitgliedern der Königsfamilie walteten stets wüste Fehden. Chlodwig I., Gebieter der Salfranken (481–511), räumte alle seine königlichen Stammesvettern aus dem Weg und einigte die Franken.
Die Landnahme der Franken erfolgte nicht in geschlossenen Stämmen. Sie kamen als Familien und Gruppen, um sich hier niederzulassen. Sie mieden in der Regel die vorgefundenen römischen Siedlungen, die, soweit sie noch nicht zerstört waren, allmählich verfielen.
Sie bauten sich Holzhütten, bestehend aus einem Wohnhaus und mehreren Wirtschaftsgebäuden. Sie trieben Ackerbau und Viehzucht. Dieser Bereich wurde umzäunt und als „gefriedeter Bezirk“ ausgewiesen und galt als Sondereigentum des „freien Franken“.
Um diese noch weit verstreuten Höfe bildeten sich kleine Ansammlungen von kleineren Häusern, deren Besitzer in einem Arbeitsverhältnis zum Hofeigentümer standen. Der Wald dagegen wurde von allen Nachbarn gleichermaßen benutzt, „Allmende“ später Gemeinde genannt.
Als Nachbarn galten die freien Franken, welche in der gleichen Gemarkung Grund und Boden besaßen. Die Franken begannen auch damit, in größerem Ausmaß den Wald zu roden und das Land zu kultivieren. Aus dieser Zeit stammen die Ortsnamen mit der Endung -rath. Wie zum Beispiel Immerath, Mennekrath, Wockerath, Granterath, um nur einige zu nennen.
König Chlodwig teilte das Frankenreich in Gaue ein, wobei unser Gebiet zum Rurgau gehörte. An der Spitze eines Gaus stand der Graf. Er wurde vom Volk in Versammlungen gewählt und später vom König bestellt. Diese Gaue wurden in Hundertschaften unterteilt, deren Vorsteher der „Schultheiß“ oder „Schulze“ war. Alle Freien konnten zu den Versammlungen kommen und mitentscheiden.

### Mittelalter

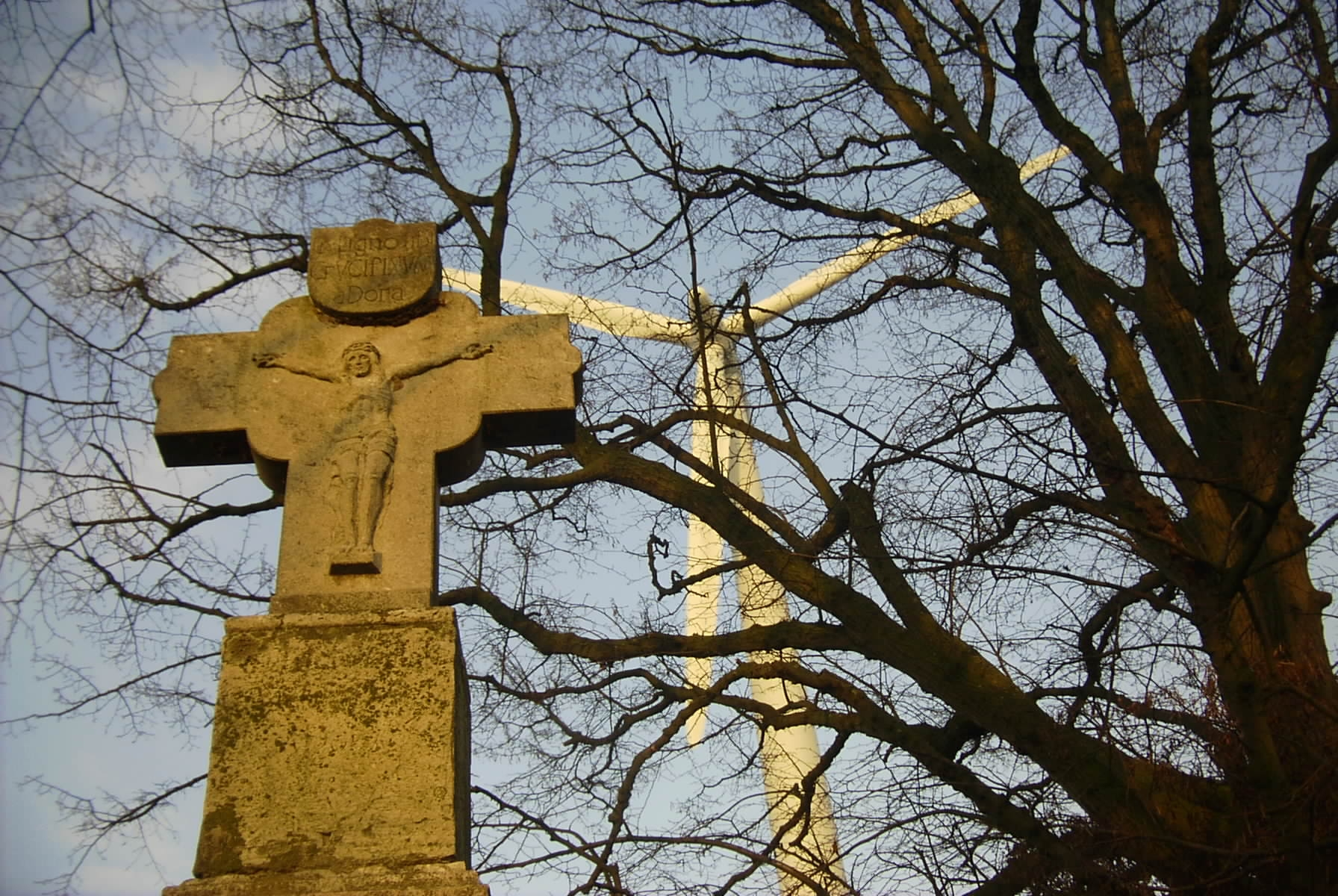
Körrenziger Kreuz von 1775

Zur Zeit Karls des Großen entstand der Titel „Herzog“. Der Herzog war ein begünstigter „Freier“, dem der König ein Gut zu lebenslanger Nutzung zukommen ließ. Für diese Gunst musste sich dieser „Lehnsmann“ bei ihm zum Kriegsdienst verpflichten. Dieses Lehen vererbte sich jeweils auf die männlichen Nachkommen weiter. Solch ein Herzog regierte in späteren Jahren auch in Jülich.
(847 wurde die Grafschaft Jülich unter dem Namen „Jülichgau“ zum ersten Mal erwähnt.)
Karl der Große war es auch, der die Zehntpflicht gegenüber der Kirche anerkannte.
Um das 11. Jahrhundert regierten im alten Jülichgau die Grafen von Jülich. Sie waren zu dieser Zeit noch Lehnsmannen des Kölner Erzbischofs. Die Erzbischöfe von Köln hatten am Ende des 12. Jahrhunderts eine bedeutende Macht- und Vorrangstellung unter den rheinischen Territorialherren erreicht. Durch die jahrelangen Kämpfe zwischen den deutschen Königen und den Päpsten um geistliche und weltliche Vorherrschaft hatten die Bischöfe und Erzbischöfe ihre Macht und ihren Einfluss ausgebaut. Der Kölner Erzbischof Siegfried von Westerburg war bemüht, das Kölner Erzstift noch weiter auszubauen. Dieses Bestreben führte natürlich zum Streit mit den Nachbarn. Die Nachbarn waren rheinische Gaugrafen, die auch ständig versuchten, ihren Machtbereich weiter auszudehnen. Gleichzeitig zielten ihre Bestrebungen sowohl auf die Entlassung aus der Oberheit der Kölner Erzbischöfe als auch auf die Erhebung ihrer Grafschaft zum Herzogtum. Zu nennen sind hier: Berg, Jülich, Kleve und Geldern.
1359 hatten die Jülicher Grafen die Ernennung zum Herzog durch den Kaiser endlich erreicht. Das änderte jedoch nichts an den territorialen Grenzen der Region, welche seit der Schlacht von Worringen 1288 bis zur französischen Besetzung 1794 annähernd gleich blieben, auch wenn das Jülicher Herzogsgeschlecht ausstarb und später die Grafschaft zum Pfälzischen Gebiet gehörte.
Der überwiegende Teil der Jülicher Börde gehörte zum Herzogtum Jülich, kleinere Enklaven zum Territorium des Erzbistums Köln oder sogar zu den Niederlanden.

### Neuzeit
Auch wenn die Jülicher Herzöge der Reformation zunächst recht aufgeschlossen gegenüberstanden, machten die kaiserlichen Truppen vor den Mauern Jülichs dem Herzog deutlich, dass er von einer Reformation in seinem Territorium Abstand nehmen solle. So wurden die evangelischen Gemeinden zwar geduldet, jedoch nicht gefördert.
Der Dreißigjährige Krieg überzog auch die Börde mit dem Durchzug von Truppen, jedoch nicht in dem Maße, wie es in anderen Landstrichen Deutschlands vorkam. Die Börde war eher Durchzugsgebiet als Schlachtfeld.

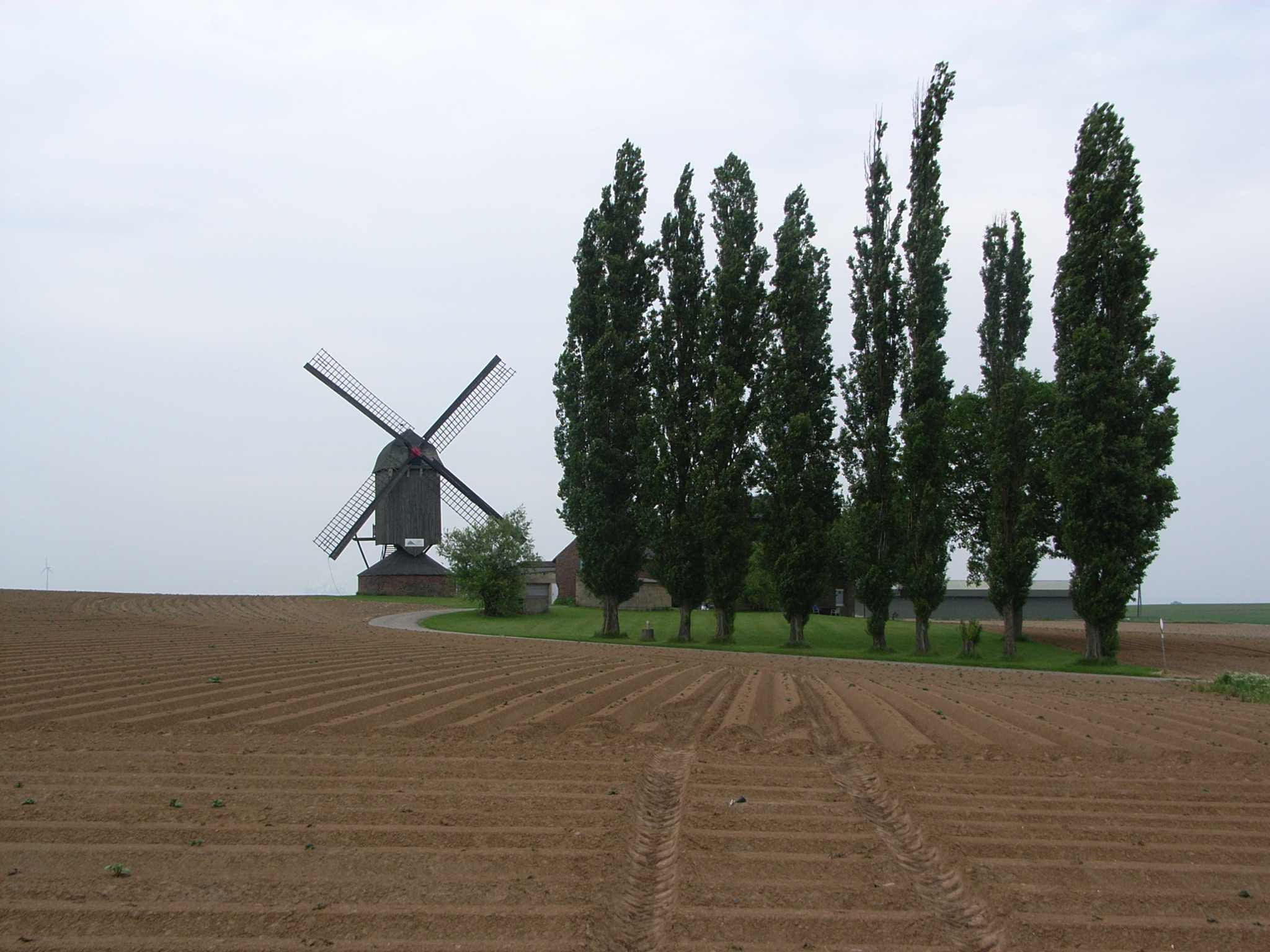
Düppelsmühle bei Titz

Von 1794 an fiel das linksrheinische Rheinland unter französische Herrschaft. Die Franzosen machten Jülich zur Kantonshauptstadt und begannen, umfangreiche Befestigungsanlagen um die Stadt zu errichten. Die französische Gesetzgebung und die späteren preußischen Reformen von 1810 brachte als Fortschritt u. a. die Aufhebung des Mühlenbanns, so dass als Folge im 19. Jahrhundert zahlreiche neu errichtete Windmühlen das Bild der Bördenlandschaft prägten.
Nach dem Abzug der Franzosen 1813 fiel das Herzogtum Jülich an Preußen, welche nach dem Wiener Kongress 1815 aus dem Rheinland ihre Rheinprovinz machten.
Die preußische Zeit brachte zunächst einmal große Verbesserungen in der Infrastruktur: Fernstraßen wurden gebaut, so zum Beispiel die Verbindungen von Aachen über Jülich nach Düsseldorf und Köln, von Aachen über Erkelenz nach Mönchengladbach oder von Köln nach Euskirchen.
Dem Straßenbau folgte bald darauf die Eisenbahn. Die drei Hauptstrecken Köln–Düren–Aachen, Düsseldorf–Mönchengladbach–Aachen und Köln–Euskirchen–Trier wurden durch einige Neben- und Kreisbahnen ergänzt und verbunden. Um 1910 überzog ein dichtes Netz von Eisenbahnstrecken die Börde.
Zwei weitere Faktoren, die bis heute die Börde mitprägen, treten ebenfalls Mitte des 19. Jahrhunderts in Erscheinung: Die Braunkohle und die Zuckerrübe. Gegen 1820 entstanden am Rand der Börde bei Eschweiler, Liblar und Zülpich die ersten Braunkohlegruben. Doch erst mit der Entwicklung der Maschinentechnik gegen Ende des 19. Jahrhunderts begann die großflächige Umgestaltung der Landschaft im Rheinischen Braunkohlerevier. Die erste Zuckerfabrik des Rheinlands wurde 1859 in Köln-Ossendorf eröffnet. Der fruchtbare Lössboden und das milde Klima begünstigten den Anbau der Zuckerrübe. In kurzer Zeit entstanden weitere Fabriken, so zum Beispiel in Düren, Ameln, Bedburg, Elsdorf, Euskirchen, Brühl und Bergheim. Die Ausweitung der Ackerflächen und der zunehmende Holzbedarf der Bergwerke im Aachener Steinkohlenrevier führten zu einer großflächigen Abholzung der Waldgebiete in der Börde. Nur der Bürgewald (Hambacher Forst) und die Wälder entlang der Erft blieben davon vorerst verschont.
Der Zweite Weltkrieg führte in der Börde zu schlimmen Zerstörungen. Mehrere Monate lang, vom November 1944 bis zum Februar 1945, bildete die Rur die Frontlinie. Düren und Jülich gehörten zu den am stärksten zerstörten Städten Deutschlands. Zahlreiche Kirch- und Wassertürme wurden gesprengt, weil sie in der flachen Bördelandschaft als gute Landmarken und Aussichtspunkte dienten. Bis heute erfordert jedes Neubauvorhaben zunächst einmal die gründliche Untersuchung des Bodens durch den Kampfmittelräumdienst, der immer noch Granaten, Minen und ähnliches findet.

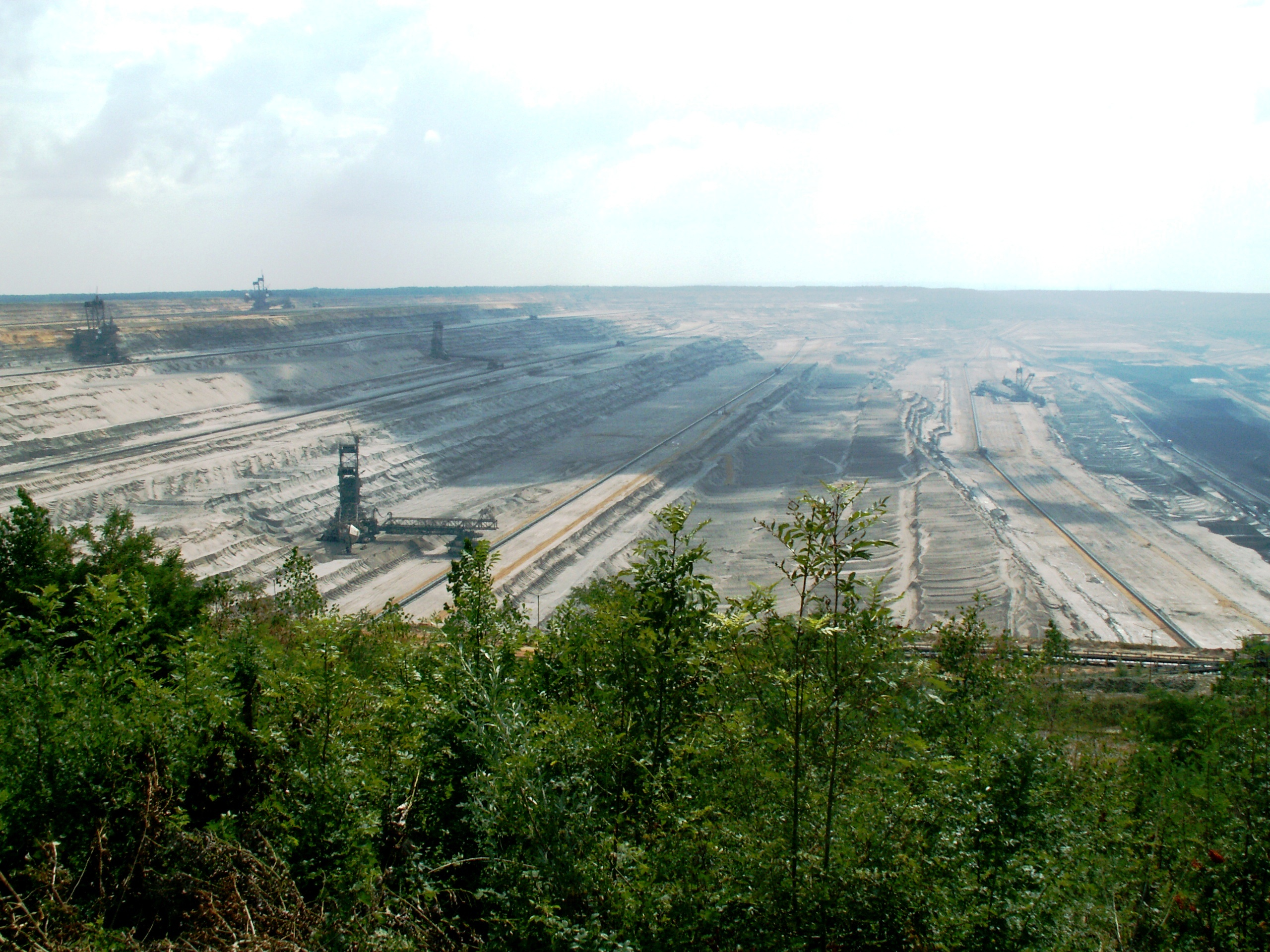
Tagebau Hambach

Die Nachkriegszeit wurde wieder von großen Umgestaltungen der Landschaft geprägt. Die großen Tagebaue des rheinischen Braunkohlereviers führten zu Umsiedlungen ganzer Dörfer, die Nähe zu den Ballungsgebieten am Rhein brachte einen weiteren Bevölkerungszuwachs mit sich. Auch die Verkehrsstruktur änderte sich: Viele Nebenstrecken der Eisenbahn wurden stillgelegt, dafür wurden die Hauptstrecken ausgebaut. Mehrere Autobahnen durchschneiden die Börde: Köln–Aachen (A 4), Düsseldorf–Heinsberg (A 46), Köln–Euskirchen–Blankenheim (A 1), Mönchengladbach–Aachen (A 44) und Venlo–Bergheim–Koblenz (A 61).

## Sehenswürdigkeiten
- Wegkreuze – Prozessions- oder Hagelkreuze gehören zu den wenigen Landmarken in der Bördenlandschaft. So steht zwischen Baal, Lövenich und Körrenzig das Körrenziger Kreuz an einem alten Pilgerweg und Schnittpunkt von fünf Feldwegen unter drei Linden. Es wurde etwa 1775 errichtet, an dem Standpunkt ist aber bereits für 1549 ein Vorgängerkreuz nachgewiesen.[13]
- Windmühlen – Vereinzelt haben sich historische Windmühlen erhalten, wie die Turmhaubenmühle in Immerath (bis 2018), die Grottenhertener Mühle von 1831 oder die Düppelsmühle bei Titz, eine Bockwindmühle von 1820.
- Wasserburgen – Das fruchtbare Land war über Jahrhunderte zwischen dem Erzbistum Köln, dem Herzogtum Jülich, dem Herzogtum Brabant und einigen kleineren Herrschaften umstritten. Zum Schutz der Orte und als Grenzbefestigungen wurden mehrere Hundert Burgen errichtet. da es in der Börde keine Erhebungen gibt, wurden die Burgen nahezu alle als Wasserburgen errichtet. Viele der noch erhaltenen Burgen sind heute durch eine Fahrradroute, die Wasserburgen-Route, verbunden